# Andrej Vysjinskij
Andrej Januarjevitj Vysjinskij (ryska: Андре́й Януа́рьевич Выши́нский), född 10 december (28 november enligt g.s.) 1883 i Odessa i Guvernementet Cherson i dåvarande Kejsardömet Ryssland i nuvarande Ukraina, död 22 november 1954 i New York, var en rysk och sovjetisk jurist och sedermera diplomat. 

## Biografi
Vysjinskij var av polskt ursprung och behärskade engelska samt franska.
Han blev mensjevik 1903 och tog sin examen i juridik 1913. Under ryska revolutionen var han motståndare till bolsjevikerna och undertecknade en arresteringsorder på Vladimir Lenin, vilken aldrig verkställdes. Under ryska inbördeskriget arresterades han för "kontrarevolutionära aktiviteter", men släpptes sedermera fri på oklara grunder.
År 1920 blev Vysjinskij bolsjevik och utmärkte sig snabbt som en av Sovjetunionens främsta jurister i skarp konkurrens med Jevgenij Pasjukanis. Han utnämndes 1921 till professor vid Moskvas universitet och var 1925–1928 rektor där.
År 1935 blev han utnämnd till Sovjetunionens chefsåklagare och ledde de så kallade Moskvarättegångarna under 1930-talets senare hälft.
Vysjinskij var utrikeskommissarie 1940–1946 och spelade en betydelsefull roll vid Lettlands införlivande 1940 och för inrättandet av en kommunistisk regering i Rumänien 1945. Som sovjetisk vice utrikesminister 1946–1949 och från 1953 Sovjetunionens permanenta delegat i FN:s säkerhetsråd samt som utrikesminister 1949–1953 var han Stalins utrikespolitiska språkrör och spelade som sådan en huvudroll i den utrikespolitik som ledde till det kalla kriget.